# Росендал
Росендал (на шведски: Rosendals slott) е кралска резиденция в Стокхолм.
Дворецът е построен през 1823-1827 година по проект на архитектите Фредрик Блом и Фредрик Аугуст Линдстрьомер. Сградата е построена на слабо използвания по онова време остров Юргорден за крал Карл XIV Юхан, който иска да използва за почивка от дворцовия живот.
В началото на ХХ век сградата е превърната в музей на епохата на Карл XIV Юхан, в който са изложени оригинални интериори в стил ампир.